# NK Olimpija Ljubljana (1911–2005)
Nogometni Klub Olimpija Ljubljana egy megszűnt szlovén labdarúgóklub, melynek székhelye Ljubljanaban volt. A klubot 1911-ben alapították SK Ilirija néven. A 2004–05-ös szezon után anyagilag csődbe ment és megszűnt.
Négyszeres szlovén bajnok (1991–92, 1992–93, 1993–94, 1994–95) és kupagyőztes (1993, 1996, 2000, 2003).
Hazai mérkőzéseit a Bežigrad Stadionban játszotta. A klub hivatalos színei: zöld-fehér.

## Sikerlista
- Szlovén bajnok (4): 1991–92, 1992–93, 1993–94, 1994–95
- Szlovén kupagyőztes (4): 1992–93, 1995–96, 1999–00, 2002–03